# Eublemma caprearum
Eublemma caprearum là một loài bướm đêm trong họ Erebidae.